# Desafío de Clubes UEFA-Conmebol
El UEFA-CONMEBOL Club Challenge (Desafío de Clubes UEFA-Conmebol en español) fue un torneo de fútbol piloto de carácter amistoso organizado por la Conmebol y la UEFA. Enfrentaba al campeón de la Copa Sudamericana y al de la Liga Europa de la UEFA.
Fue el quinto torneo organizado en conjunto entre la Conmebol y la UEFA; después de la Copa Intercontinental, la Supercopa de Campeones Intercontinentales, la Copa de Campeones Conmebol-UEFA, y la Copa Intercontinental Sub-20.
La edición piloto se disputó el 19 de julio del 2023 en el estadio Ramón Sánchez-Pizjuán, enfrentando al Independiente del Valle (Ecuador) y al Sevilla (España).
La edición inaugural fue denominada «Antonio Puerta XII», en honor al jugador sevillista trágicamente fallecido en 2007. Además del título, los clubes contendientes optan a hacerse con el trofeo y las medallas diseñados para la ocasión.

## Antecedentes
La Supercopa Euroamericana era un torneo internacional amistoso en el cual se enfrentaban el campeón de la Copa Sudamericana y el campeón de la Liga Europa de la UEFA. Dicho certamen sólo tuvo dos ediciones en los años 2015 y 2016, y ambas ediciones siempre se jugaron en suelo americano.
En la primera edición se enfrentaron el River Plate de Argentina y el Sevilla de España. El partido se jugó en el Estadio Monumental en Argentina, y el resultado fue 1 a 0 para el equipo argentino. Esta edición fue organizada por DirecTV, y se puso en juego el trofeo «Trofeo James & Thomas Hogg».
En la segunda y última edición se enfrentaron Sevilla de España y el Independiente Santa Fe de Colombia. El partido se jugó en el Champion Stadium en Estados Unidos, y el resultado fue 2 a 1 para el equipo español. Esta edición fue organizada por la LFP World Challenge, y se puso en juego el trofeo «Golden Mickey Mouse».
En sus dos ediciones el torneo mantuvo el mismo formato: el partido se jugaba a 90 min. divididos en dos tiempos de 45 min. c/u. Y si el partido terminaba empatado al concluir los 90 min. de juego, la llave se definiría mediante los penales —pero nunca se llegaron a jugar debido a que en el partido de cada edición hubo un ganador al finalizar los 90 min. de juego—.
Sin embargo, al no ser organizado ni por la UEFA ni por la CONMEBOL, este torneo y sus ediciones no son considerados como oficiales por ninguna de las dos confederaciones.

## Historial
El anuncio del Desafío de Clubes fue el 7 de julio del 2023 como una primera edición piloto y la continuidad se determinará en base al recibimiento del evento. Para aquella edición fue utilizado el Trofeo Antonio Puerta, trofeo que organiza el Sevilla para su pretemporada, como conector entre este e Independiente del Valle.
| Año          | Sede            | Campeón | Resultado      | Subcampeón              |
| ------------ | --------------- | ------- | -------------- | ----------------------- |
| 2023 Detalle | Sevilla, España | Sevilla | 1:1 (4:1 pen.) | Independiente del Valle |

| Partidos que no llegaron a disputarse por la cancelación de la competencia | Partidos que no llegaron a disputarse por la cancelación de la competencia | Partidos que no llegaron a disputarse por la cancelación de la competencia | Partidos que no llegaron a disputarse por la cancelación de la competencia |
| Año                                                                        | Campeón Liga Europa                                                        |                                                                            | Campeón Copa Sudamericana                                                  |
| -------------------------------------------------------------------------- | -------------------------------------------------------------------------- | -------------------------------------------------------------------------- | -------------------------------------------------------------------------- |
| 2024                                                                       | Atalanta B. C.                                                             | Vs.                                                                        | Liga de Quito                                                              |
| 2025                                                                       | Tottenham Hotspur                                                          | Vs.                                                                        | Racing Club                                                                |

## Palmarés
| Equipo                  | Títulos | Subtítulos | Años campeón | Años subcampeón |  |
| ----------------------- | ------- | ---------- | ------------ | --------------- |  |
| Sevilla                 | 1       | 0          | 2023         |                 |  |
| Independiente del Valle | 0       | 1          |              | 2023            |  |

### Títulos por país
| País    | Títulos | Subcampeón | Clubes campeones |
| ------- | ------- | ---------- | ---------------- |
| España  | 1       | 0          | Sevilla          |
| Ecuador | 0       | 1          |                  |

### Títulos por confederación
| País     | Títulos | Subcampeón | Clubes campeones |
| -------- | ------- | ---------- | ---------------- |
| UEFA     | 1       | 0          | Sevilla          |
| CONMEBOL | 0       | 1          |                  |